# Besser Rev
Besser Rev er en 5 km lang smal landtange på Samsø. Tangen er dannet af materialevandringer langs kysten, der har forbundet en række småøer, hvorefter tangen er dannet som en lang krumodde, der strækker sig mod nord fra sydøen og afgrænser Stavns Fjord fra Kattegat. 
Et lignende oddesystem udgår fra nordøen, Lilleøre, som på lignende måde afgrænser Stavns Fjord mod nord, men dette oddesystem er af langt mindre omfang.
Af hensyn til det rige fugleliv er der adgangsforbud til Besser Rev i yngletiden.
55°54′34.13″N 10°40′53.86″Ø / 55.9094806°N 10.6816278°Ø
- Wikimedia Commons har flere filer relateret til Besser Rev